# Tauriel
Tauriel J.R.R. Tolkien A hobbit trilógiájának filmes változatainak, azon belül is a 2. és a 3. résznek (Smaug pusztasága, Az öt sereg csatája) egyik szereplője. Az első részben nem szerepel, valamint nem tűnik fel eredetileg Tolkien egyetlen művében sem. A szereplőt Evangeline Lilly alakítja.
Tauriel egy bakacsinerdei tündelány, Thranduil tündekirály egy kegyeltje, Thranduil fiának, Zöldlomb Legolasnak az alárendeltje. Remek íjász és gyógyító. Legolas érdeklődik Tauriel iránt, ám a lány egy Kili nevű törpbe szeret bele, miután megmenti az életét. Taurielt ezért száműzik a tündekirályságból, később Legolas oldalán harcol az Öt sereg csatájában. Miután Kilit megölte egy ork, Taurilel belekapaszkodik az orkba és leesnek a szikláról. Ő életben marad, de az ork meghal. További sorsa nem ismert.
Egyike a legtöbbet kritizált szereplőknek Tolkien filmadaptációiban. Leginkább azt szokás felróni neki, hogy az eredeti művekben nem létezik, csupán a filmekhez adták hozzá, mert A hobbit még a Gyűrűk urához képest is elenyésző női alakot mutat be, így kellett egy erős és szép női szereplő a történetbe a politikai korrektség jegyében. Kritizálták továbbá a felesleges és erőltetett szerelmi szálat, sokak szerint ez is a politikai korrektség miatt került a filmbe (tündelány és törp férfi szerelme).